# Perpoli
Perpoli è una frazione di 25 abitanti del comune di Gallicano, in provincia di Lucca.

## Origini
Perpoli sorge sopra un colle delle Alpi Apuane e quindi sovrasta tutta la valle di Castelnuovo di Garfagnana e Gallicano, perciò è sempre stato un punto strategico.
Sono state costruite due cinte murarie concentriche, le quali sono conservate ancora oggi. Di quella medioevale, collocata internamente al borgo nella parte più elevata, rimane solo un basso muro mentre di quella rinascimentale, situata esternamente al borgo, una grandiosa porta di ingresso in pietra.
All'interno sono state costruite due chiese.

## Galleria d'immagini

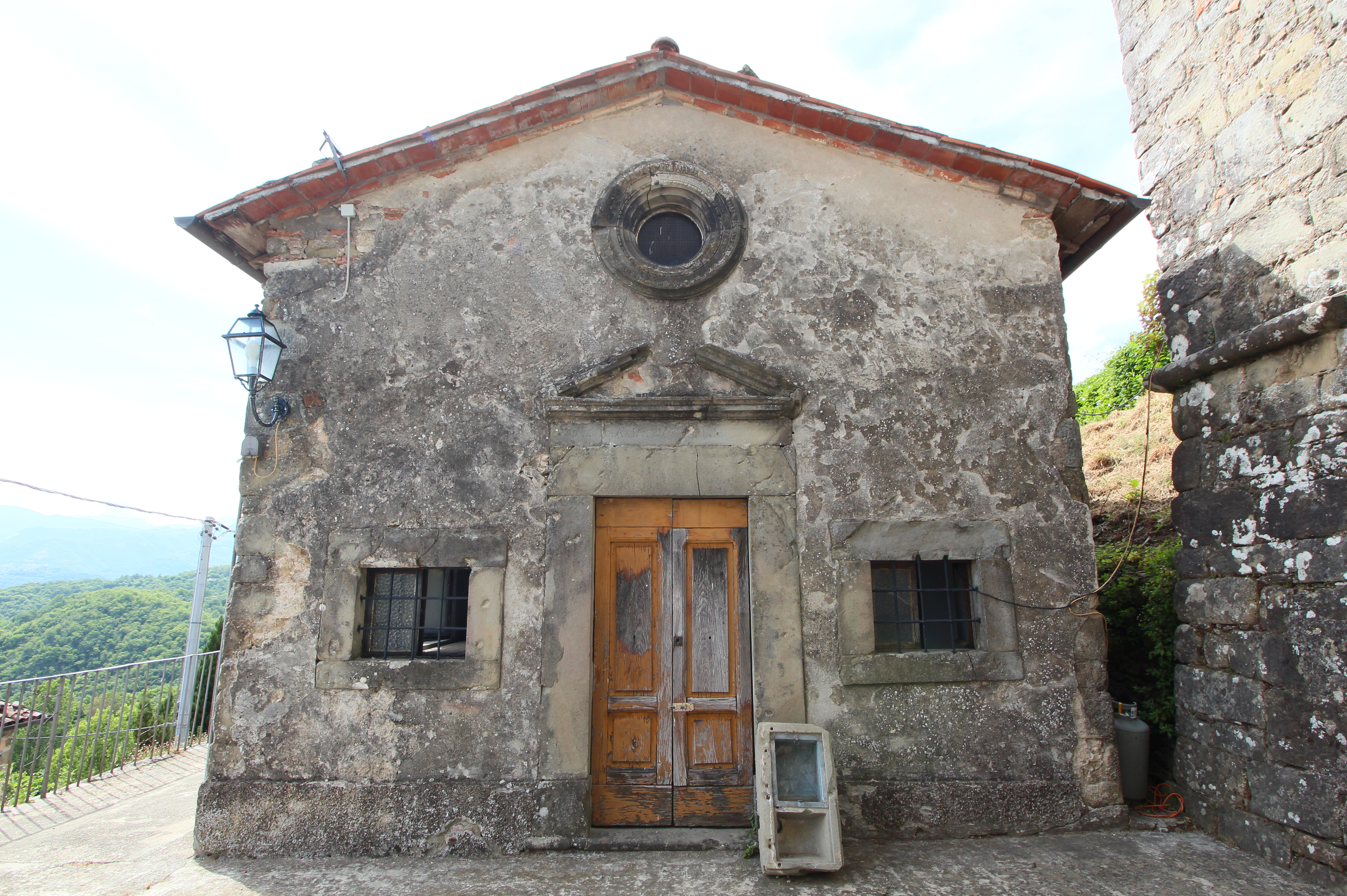
L'oratorio di San Rocco
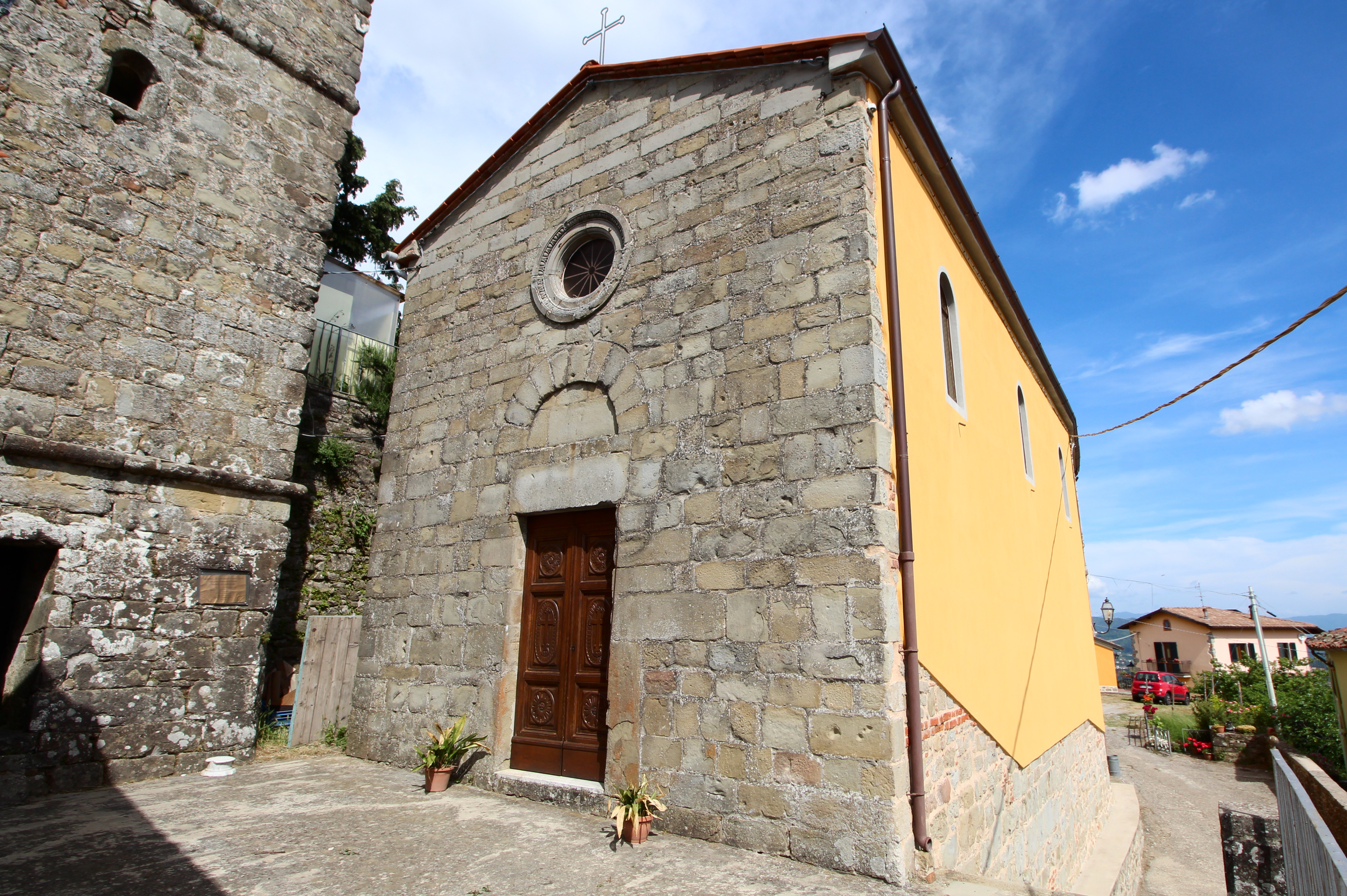
La chiesa di San Michele Arcangelo
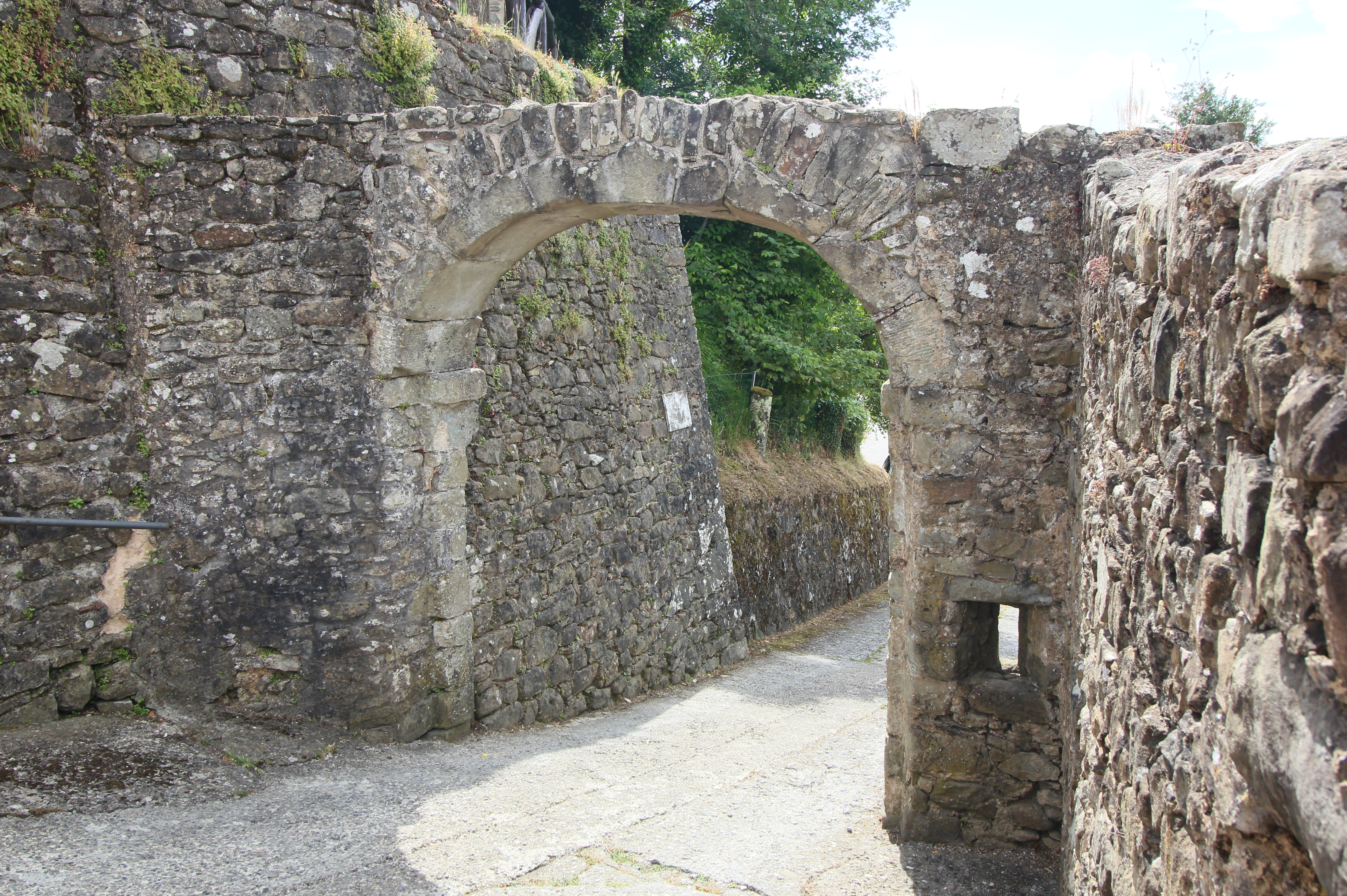
La porta delle mura defensive di Perpoli
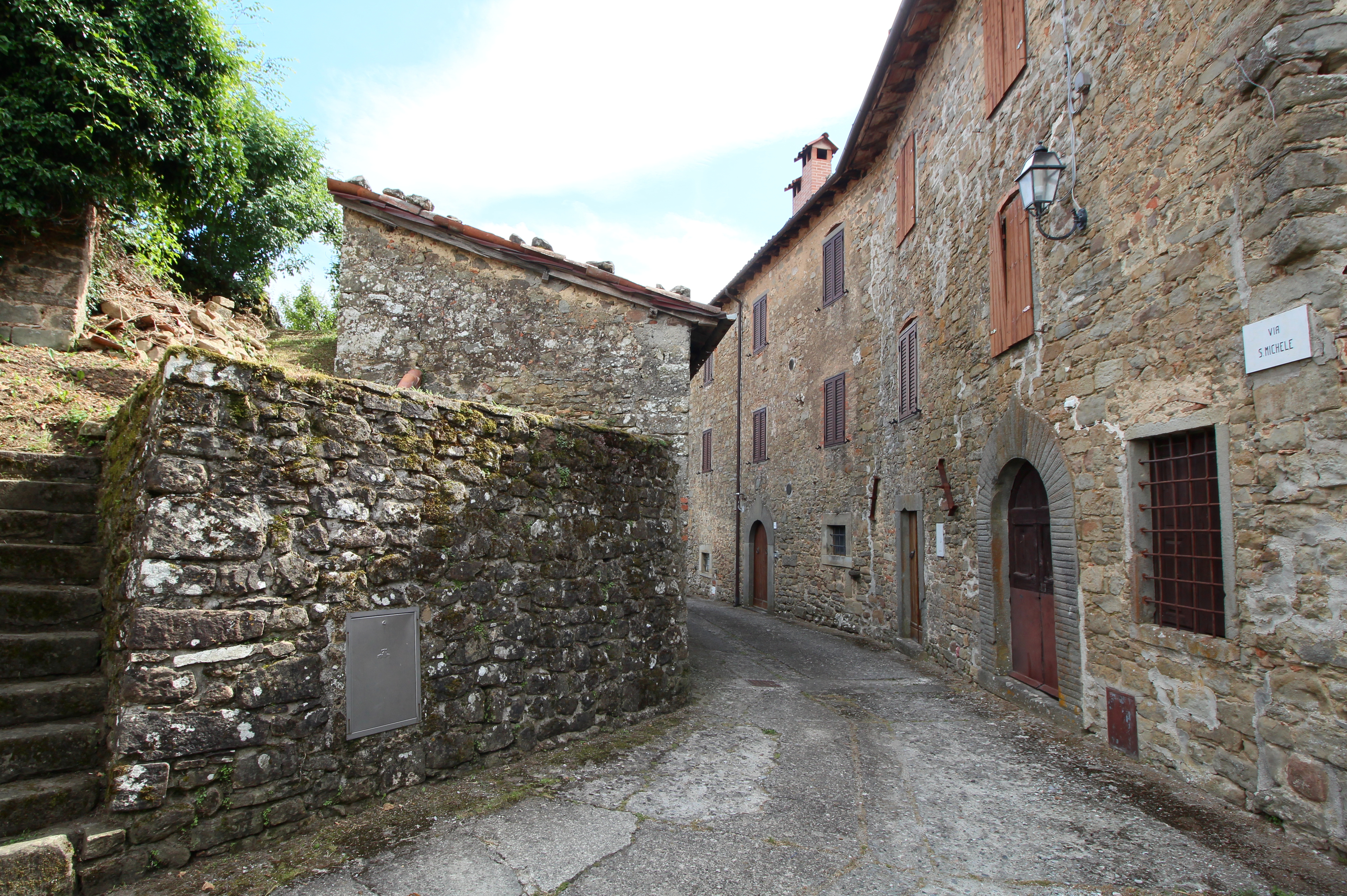
Via San Michele